# Sursee
Sursee é uma comuna da Suíça, no Cantão Lucerna, com cerca de 8.082 habitantes. Estende-se por uma área de 6,06 km², de densidade populacional de 1.334 hab/km². Confina com as seguintes comunas: Geuensee, Knutwil, Mauensee, Oberkirch, Schenkon.
A língua oficial nesta comuna é o Alemão.